# 사랑하는 시바여 돌아오라
《사랑하는 시바여 돌아오라》(Come Back, Little Sheba)는 미국에서 제작된 다니엘 만 감독의 1952년 영화이다. 파라마운트 픽처스가 제작하였다. 버트 랭카스터 등이 주연으로 출연하였고 할 B. 월리스 등이 제작에 참여하였다.

## 출연

### 주연
- 버트 랭카스터
- 셜리 부스

### 조연
- 테리 무어
- 리차드 재켈
- 필립 오베
- 에드윈 맥스
- 리사 골름
- 월터 켈리

## 기타
- 원작자: 윌리엄 잉게